# 이산 (드라마)
《이산(李祘)》은 2007년 9월 17일부터 2008년 6월 16일까지 방송되었던 MBC 월화 드라마로 조선 제22대 왕 정조의 어린 시절을 시작으로 아버지 사도세자의 죽음과 할아버지 영조의 제왕학 테스트, 노론의 폐위·암살 음모를 견뎌낸 세손 시절과 등극 이후의 정치, 경제, 문화, 국방, 정조의 죽음 등 다양한 부분을 다루었다.

## 줄거리
임오년 1762년 윤 5월, 세손 산(훗날 정조)은 상직소환(어린 내관)으로 위장하고 아버지 사도세자가 갇혀있는 창덕궁 시민당으로 향한다. 그 때 생각시 송연(훗날 의빈 성씨), 내관이 되기 싫어 궐을 탈출하려던 대수(모티브 백동수)와 운명적으로 만나게 된다.
산은 송연, 박대수 도움을 받아 영조에게 사도세자의 그림을 전하지만 그 순간, 이미 사도세자가 죽었다는 소식을 듣고 좌절한다.
이 일로 송연과 박대수는 궐에서 쫓겨나게 되지만 산을 원망하지 않는다. 세 사람은 평생을 함께 할 동무가 되기로 약속한다.
9년 후 1771년, 정후겸은 산을 곤경에 빠트리기 위해 청국에 조공할 백우포를 훔친다. 이 때 도화서 다모가 된 덕임이 황우포를 호분(백색 안료)으로 염색하는 기지로 이를 해결하고, 산과 재회하게 된다.
산과 송연은 서로 사랑하는 사이가 되지만, 사도세자가 궐 밖 여인을 들인 일로 영조의 미움을 샀던 일이 재현 될까 두려운 혜경궁 홍씨는 송연을 청국 예부사 화원으로 떠나게 한다.
송연이 떠난 뒤에야 자신의 마음을 깨닫게 된 산. 5년 후 1776년, 우여곡절 끝에 송연이 돌아오고 사도세자의 진심을 알게 된 영조는 눈물로 후회하며 숨을 거둔다.
임금이 된 산은 역모와 홍국영의 변심 등 여러 시련을 겪으면서도 백성들을 위한 개혁 정치를 펼치고, 송연은 혜경궁의 반대에 부딪혀 산의 청혼을 거절하지만 우여곡절 끝에 후궁이 되어 아들 문효세자도 얻는다.
간택후궁 화빈 윤씨는 신료들을 움직여 문효세자의 세자 책봉 때 송연의 비천한 출신 신분을 들어 반대하지만 송연에게 남겨준 영조의 옥가락지 덕분에 세자에 책봉된다.
하지만 문효세자는 홍역으로 훙서하고 송연 역시 임신 만삭의 몸으로 졸한다. 산은 슬픔 속에서 다시 만날 날을 기약하고 14년의 세월이 흘러 승하한다. 대수는 산의 무덤을 찾아 산이 이루지 못한 꿈을 백성들이 대신 이룰 것이라 말하며 흐느낀다.

## 등장인물

### 주요 인물
- 박지빈 → 이서진 : 정조 이산 역

조선 21대 군왕 영조 손자이자 사도세자 차남으로 조선의 제22대 군주.
- 이한나 → 한지민 : 성송연[1] 역 (1회 ~ 74회)

조선 제22대 군왕 정조 후궁이자 문효세자 생모.
- 이순재 : 영조 [이금] 역 (1회 ~ 44회)

조선 제19대 군왕 숙종 네 번째 아들이자 조선 제21대 군주.
- 한상진 : 홍국영 역 (10회 ~ 68회)

조선 제22대 군왕 정조 최측근으로 원빈 홍씨 오빠, 도승지(숙의대장 겸)
- 권오민 → 이종수 : 박대수 역

조선 제22대 군왕 정조, 성송연의 벗으로 가명 인물이다. (실존 인물 백동수를 모델로 하나 후반부 실제 백동수가 잠깐 등장한다.)

### 조정 인물

#### 중신
- 신충식 : 홍봉한 역

조선 제21대 군왕 영조 최측근이자 사도세자 장인이며 혜경궁 홍씨 부친으로 조선 제22대 군주 정조 외조부.
- 나성균 : 홍인한 역 (47회 하차)

노론 실세이자 홍봉한 동생으로 혜경궁 홍씨 숙부.
- 이재용 : 장태우 역 (실존 인물 김종수를 모델로 함.)

노론의 실세이자 후일 의정부 좌의정 - 영의정
- 조경환 : 최석주 역 (실존 인물 심환지를 모델로 함.)

노론 실세이자 정순왕후 측근, 후일 이조판서 - 우의정
- 정명환 : 김귀주 역 (23회 ~ 47회)

조선 제21대 군왕 영조 처남이자 정순왕후 오빠로 원래당색은 남인이였지만 노론계 사람들과 가깝게 지내면서 당색을 노론으로 바꿨다.
- 이인성 → 조연우 : 정후겸 역 (3회 ~ 47회)

화완옹주 양자.
- 한인수 : 채제공 역 (76회 하차)

조선 제22대 군왕 정조 최측근이자 남인계 인물.
- 한상혁 : 윤창윤 역

조선 제22대 군왕 정조 후궁 화빈 윤씨 부친.
- 이경영 : 한준호 역 (10회 ~ 14회)

#### 실학자
- 송창의 : 정약용 역 (67회 ~ 77회)

조선 제22대 군왕 정조 최측근.
- 추헌엽 : 유득공 역

조선 제22대 군왕 정조 측근.
- 정재곤 : 박제가 역

조선 제22대 군왕 정조 측근.
- 신성균 : 이덕무 역

조선 제2대 왕 정종 후손이자 제22대 군왕 정조 측근.

### 왕실 인물
- 김여진 : 정순왕후 역

조선 제21대 군왕 영조 계비로 사도세자 법모이자 조선 제22대 군왕 정조 법적할머니이다.
- 견미리 : 혜경궁 홍씨 역

사도세자 비이자 조선의 제22대 군왕 정조 모.
- 성현아 : 화완옹주 역 (1회 ~ 47회)

조선 제21대 군왕 영조 여덟 번째 딸로 사도세자 동복동생이자 제22대 군왕 정조 고모이다.
- 박은혜 : 효의왕후 역 (8회 ~ 77회)

조선 제22대 군왕 정조 비.
- 지성원 : 원빈 홍씨 역 (48회 ~ 59회)

조선 제22대 군왕 정조 첫 번째 후궁.
- 유연지 : 화빈 윤씨 역 (67회 ~ 72회)

조선 제22대 군왕 정조 두 번째 후궁.

### 도화서 사람들
|  | ※ 이하 모두 가공 인물. |

- 신국 : 별제 박영문 역
- 강상구 : 별제 강두치 역
- 지상렬 : 화원 이천 역
- 유민혁 : 화원 탁지수 역
- 이승아 : 다모 황미수 역
- 김유진 : 다모 시비 역
- 한지원 : 다모 세모 역
- 이슬아 : 다모 네모 역
- 오지은 : 다모 여진 역
- 이경인 : 감사용 역

### 내관, 상궁들
|  | ※ 이하 모두 가공 인물. |

- 금세웅 : 영조 시기 상선 역 (1회 ~ 44회)

조선 제21대 군왕 영조 상선.
- 이숙 : 강미비 역

정순왕후 상궁.
- 맹상훈 : 상선 남사초 역

조선 제22대 군왕 정조 상선.
- 최예진 : 대전 박상궁 역
- 이희도 : 상약 박달호 역
- 백현숙 : 이조모 역

혜경궁 홍씨 상궁.
- 안여진 : 곽미금 역 (1회 ~ 47회)

화완옹주 상궁.
- 김소이 : 김정금 역 (8회 ~ 77회)

효의왕후 상궁.
- 이상미 : 최상궁 역 (48회 ~ 59회)

원빈 홍씨 상궁.
- 김희라 : 상궁 역 (67회 ~ 72회)

화빈 윤씨 상궁.
- 이잎새 : 양초비 역 (5회 ~ 77회)

의빈 성씨 상궁.

### 군부 인물
- 김성실 : 백동수 역
- 서범식 : 서장보 역 (가공 인물)
- 장희웅 : 강석기 역 (가공 인물)
- 오현수 : 익위사장 역 (가공 인물)

### 아역
- 이다윗 : 은언군 이인 역

사도세자 세 번째 아들이자 서장자로 제22대 군왕 정조 이복동생.
- 강산 : 은전군 이찬 역

사도세자 다섯 번째 아들이자 제22대 군왕 정조 이복동생.
- 최원홍 : 상계군 이담 역

사도세자 서손이자 은언군 아들.
- 차재돌 : 문효세자 이순 역 (72회 ~ 73회)

조선 제22대 군왕 정조 장자이자 의빈 성씨 소생으로 제23대 군왕 순조 형.
- 이지민 : 순조 이공 역 (77회)

조선 제22대 군왕 정조 차남이자 수빈 박씨 소생으로 문효세자 동생. 후일 조선 제23대 군왕.
- 박준목 : 박천수 역 (가공 인물)
- 전예찬 : 어린 내관 역 (가공 인물)

### 그 외 인물
※ 이하 모두 가공인물.
- 유정석 : 성송욱 역(의빈 성씨의 남동생)
- 정호근 : 민주식 역
- 손일권 : 오정호 역
- 경인선 : 주모 막선 역
- 이정용 : 자객 신검 역
- 백민 : 어의 역
- 황일청 : 도사 기천익 역 (규장각 직제학)
- 맹봉학 : 이조정랑 역
- 조재윤 : 깍정이 역

### 청나라 인물
- 이정성 : 청나라 사신단 태감 역
- 미상 : 청나라 사신 역
- 미상 : 청나라 재상 역

### 특별 출연
- 이창훈 : 사도세자 역

조선 제21대 군왕 영조 차남이자 영빈 이씨 소생으로 후일 제22대 군왕이 되는 정조 생부.
※ 이하 모두 가공인물.
- 최정우 : 사도세자를 돕는 내관 역
- 유재석 : 2008년 1월 14일 방송 분[2]
- 박명수 : 2008년 1월 14일 방송 분[3]
- 정준하 : 2008년 1월 14일 방송 분[4]
- 정형돈 : 2008년 1월 14일 방송 분[5]
- 노홍철 : 2008년 1월 14일 방송 분[6]
- 하동훈 : 2008년 1월 14일 방송 분[7]
- 임현식 : 음담서생 역

## 역사적 사실, 오류, 차이점

### 역사적 사실
- 《이산》은 《어제의빈묘지명》이나 《이재난고》가 번역되기 전의 작품임에도 역사적 사실과 일치하는 부분이 많다.
  - 극중 성송연은 1762년(임오년)에 궁녀로 입궐해 산과 어린 시절부터 사랑하는 것으로 그려지는데, 실제 의빈 성씨도 그 해 궁녀로 입궐해 14살이라는 어린 나이에 정조의 후궁 제안을 받았다고 한다.
  - 극중 성송연은 후궁이 되어 달라는 산의 말에 도화서 화원이 되겠다며 거절하는데, 실제 의빈 성씨도 정조의 승은을 거절했다고 한다.
  - 극중 문효세자의 세자 책봉 때 신료들이 성송연의 출신 성분 때문에 반대하는 에피소드가 나오는데, 실제로도 의빈 성씨의 아버지가 홍봉한의 청지기였기 때문에 신료들이 반대하다가 파직당하는 등의 사건이 있었다고 한다.

### 역사적 오류
- 실제 의빈 성씨는 궁녀였으나 극중 성송연은 도화서 다모로 등장한다. 이는 정조시대의 미술을 보여주기 위한 설정이었다고 한다.
- 실제 원빈 홍씨는 임신한 적이 없으나 극중에서는 상상임신한 것으로 나온다.
- 실제 화빈 윤씨는 상상임신이었으나 극중에서는 딸을 낳은 것으로 나온다.

### 이산 방영후 알려진 역사적 사실
- 의빈 성씨의 본명은 '성덕임'이다.
- 의빈 성씨의 아버지 성윤우는 정조의 외조부 홍봉한의 청지기였다.
- 의빈 성씨는 1762년 혜경궁 홍씨의 궁녀로 입궁했다.
- 의빈 성씨는 1773년 청연공주, 청선공주와 《곽장양문록》을 필사했다.
- 의빈성씨는 1766년 정조의 승은을 거절하고 14년 후인 1780년 다시 거절하다가 정조가 그녀의 아랫사람을 벌주자 승은을 입었다.

## 여담
- 성송연 역의 한지민은 영화 조선명탐정에서는 정조시대의 객주 역을 연기했다.
- 박제가 역의 정재곤은 드라마 홍국영에서는 정조 역을 연기했다.
- 홍인한 역의 나성균은 드라마 홍국영에서는 홍낙춘 역을 연기했다.

## 시청률
아래의 파란색 숫자는 '최저 시청률'이고, 빨간색 숫자는 '최고 시청률'입니다. 
| 2007년      | 2007년      | 2007년       | 2007년     | 2007년       |
| 회차        | 방송일      | TNmS 시청률  | AGB 시청률 | AGB 시청률   |
| 회차        | 방송일      | 서울(수도권) | 한국(전국) | 서울(수도권) |
| ----------- | ----------- | ------------ | ---------- | ------------ |
| 1회         | 9월 17일    | 14.2%        | 13.5%      | 14.7%        |
| 2회         | 9월 18일    | 14.7%        | 13.4%      | 14.4%        |
| 3회         | 9월 24일    | 11.4%        | 11.8%      | 13.0%        |
| 4회         | 9월 25일    | 15.0%        | 14.4%      | 15.4%        |
| 5회         | 10월 1일    | 18.6%        | 17.0%      | 17.5%        |
| 6회         | 10월 2일    | 18.4%        | 17.2%      | 18.3%        |
| 7회         | 10월 8일    | 21.7%        | 19.7%      | 21.3%        |
| 8회         | 10월 9일    | 22.4%        | 19.7%      | 21.6%        |
| 9회         | 10월 15일   | 20.3%        | 18.9%      | 19.8%        |
| 10회        | 10월 16일   | 20.9%        | 19.1%      | 20.5%        |
| 11회        | 10월 22일   | 18.5%        | 17.9%      | 18.9%        |
| 12회        | 10월 23일   | 26.1%        | 26.6%      | 29.5%        |
| 13회        | 10월 29일   | 23.9%        | 23.2%      | 26.0%        |
| 14회        | 10월 30일   | 23.5%        | 21.8%      | 23.2%        |
| 15회        | 11월 5일    | 23.2%        | 22.3%      | 24.4%        |
| 16회        | 11월 6일    | 23.3%        | 22.7%      | 25.3%        |
| 17회        | 11월 12일   | 24.3%        | 23.5%      | 26.3%        |
| 18회        | 11월 13일   | 24.9%        | 23.9%      | 26.3%        |
| 19회        | 11월 19일   | 24.7%        | 23.4%      | 26.6%        |
| 20회        | 11월 20일   | 24.6%        | 23.9%      | 26.1%        |
| 21회        | 11월 26일   | 25.8%        | 23.4%      | 26.5%        |
| 22회        | 11월 27일   | 24.3%        | 21.5%      | 23.8%        |
| 23회        | 12월 3일    | 23.9%        | 20.6%      | 22.3%        |
| 24회        | 12월 4일    | 24.6%        | 22.3%      | 24.4%        |
| 25회        | 12월 10일   | 24.6%        | 21.3%      | 23.5%        |
| 26회        | 12월 11일   | 25.7%        | 24.7%      | 27.3%        |
| 27회        | 12월 17일   | 24.3%        | 23.9%      | 26.5%        |
| 28회        | 12월 18일   | 25.5%        | 24.1%      | 26.3%        |
| 29회        | 12월 24일   | 26.3%        | 24.0%      | 26.9%        |
| 30회        | 12월 25일   | 31.3%        | 29.7%      | 32.8%        |
| 2008년      |             |              |            |              |
| 31회        | 1월 1일     | 29.2%        | 28.5%      | 31.9%        |
| 32회        | 1월 1일     | 30.8%        | 29.8%      | 33.3%        |
| 33회        | 1월 7일     | 28.1%        | 28.0%      | 30.9%        |
| 34회        | 1월 8일     | 29.0%        | 27.4%      | 30.1%        |
| 35회        | 1월 14일    | 31.3%        | 28.3%      | 32.0%        |
| 36회        | 1월 15일    | 29.4%        | 28.0%      | 30.9%        |
| 37회        | 1월 21일    | 28.8%        | 28.8%      | 32.0%        |
| 38회        | 1월 22일    | 30.3%        | 30.2%      | 33.8%        |
| 39회        | 1월 28일    | 32.3%        | 31.0%      | 33.8%        |
| 40회        | 1월 29일    | 35.3%        | 33.3%      | 37.3%        |
| 41회        | 2월 4일     | 36.3%        | 34.1%      | 36.8%        |
| 스페셜      | 2월 5일     | 23.9%        | 25.1%      | 27.8%        |
| 42회        | 2월 11일    | 38.6%        | 34.7%      | 38.1%        |
| 43회        | 2월 12일    | 38.0%        | 35.5%      | 39.1%        |
| 44회        | 2월 18일    | 37.0%        | 35.4%      | 39.2%        |
| 45회        | 2월 19일    | 35.6%        | 33.0%      | 36.4%        |
| 46회        | 2월 25일    | 38.4%        | 35.1%      | 37.9%        |
| 47회        | 2월 26일    | 35.5%        | 33.8%      | 37.0%        |
| 48회        | 3월 3일     | 33.8%        | 33.3%      | 37.0%        |
| 49회        | 3월 4일     | 32.9%        | 31.9%      | 34.6%        |
| 50회        | 3월 10일    | 32.0%        | 31.0%      | 34.9%        |
| 51회        | 3월 11일    | 30.9%        | 29.4%      | 32.5%        |
| 52회        | 3월 17일    | 32.6%        | 27.9%      | 30.7%        |
| 53회        | 3월 18일    | 30.6%        | 28.3%      | 31.8%        |
| 54회        | 3월 24일    | 31.7%        | 29.4%      | 33.5%        |
| 55회        | 3월 25일    | 30.2%        | 27.9%      | 31.4%        |
| 56회        | 3월 31일    | 26.2%        | 26.5%      | 29.2%        |
| 57회        | 4월 1일     | 29.1%        | 26.6%      | 28.6%        |
| 58회        | 4월 7일     | 34.6%        | 31.6%      | 34.3%        |
| 59회        | 4월 8일     | 33.3%        | 32.5%      | 35.5%        |
| 60회        | 4월 14일    | 30.7%        | 28.4%      | 31.2%        |
| 61회        | 4월 15일    | 31.2%        | 29.2%      | 31.6%        |
| 62회        | 4월 21일    | 32.8%        | 31.4%      | 33.7%        |
| 63회        | 4월 22일    | 32.5%        | 29.3%      | 31.9%        |
| 64회        | 4월 28일    | 31.2%        | 28.0%      | 30.1%        |
| 65회        | 4월 29일    | 32.2%        | 30.2%      | 33.0%        |
| 66회        | 5월 5일     | 32.6%        | 30.2%      | 33.5%        |
| 67회        | 5월 6일     | 33.5%        | 32.9%      | 36.2%        |
| 68회        | 5월 12일    | 33.7%        | 31.5%      | 34.7%        |
| 69회        | 5월 13일    | 34.4%        | 29.8%      | 33.0%        |
| 70회        | 5월 19일    | 35.6%        | 31.8%      | 35.4%        |
| 71회        | 5월 20일    | 32.8%        | 31.3%      | 34.4%        |
| 72회        | 5월 26일    | 32.0%        | 30.7%      | 33.8%        |
| 73회        | 5월 27일    | 30.4%        | 29.0%      | 31.4%        |
| 74회        | 6월 2일     | 32.0%        | 30.9%      | 33.1%        |
| 75회        | 6월 3일     | 30.9%        | 28.9%      | 31.2%        |
| 76회        | 6월 9일     | 35.3%        | 31.4%      | 33.5%        |
| 스페셜      | 6월 10일    | 26.1%        | 26.7%      | 29.4%        |
| 77회        | 6월 16일    | 31.1%        | 27.4%      | 29.8%        |
| 평균 시청률 | 평균 시청률 | 28.5%        | 26.8%      | %            |

## 수상 경력
- 2007년 2007 MBC 연기 대상 남자 최우수상 - 이서진
- 2007년 2007 MBC 연기 대상 여자 우수상 - 한지민
- 2007년 2007 MBC 연기 대상 사극 부문 황금 연기상 - 이순재
- 2007년 2007 MBC 연기 대상 남자 신인상 - 한상진
- 2007년 2007 MBC 연기 대상 아역상 - 박지빈
- 2007년 2007 MBC 연기 대상 TV 부문 올해의 작가상 - 김이영
- 2008년 2008 백상 예술 대상 TV 부문 연출상 - 이병훈
- 2008년 제3회 좋은 방송 프로그램상

## 참고 사항
- SBS 월화 드라마 《왕과 나》 아역 배우들의 인기로 시청률이 크게 뒤처졌으나 템포 있는 극 전개로 시청률 30%를 넘나들며 월화 드라마 시청률 1위를 지키며 인기를 끌었으며 2008년 6월 16일 종영하였다. 원래는 60부작으로 기획되었으나 17회 연장되어 77부작으로 연장되었다. 2009년 8월 2일부터 일본 NHK BS 2에서 방송되었다. 2009년부터 2010년 루마니아 TVR1에서 왕궁의 폭풍(루마니아어: Furtuna la palat)이라는 제목으로 방송되었는데 자국 드라마를 제치고 시청률 1위를 기록하였으며 최고 시청률은 4.4%로 큰 인기를 끌었다.[10] 2011년 홍콩 aTV에서 방영되었다.
- 지상렬(화원 이천 역)은 해당 프로그램에 캐스팅되어 KBS 2TV 《1박 2일》에서 하차했고 본 프로그램에서는 지상렬에 앞서 김구라가 캐스팅 물망에 올랐으나[11] MBC와 100회 출연 계약이 있어 거절했다.

## 같이 보기
- 조선 정조
- 의빈성씨